# Rifugio Cesare Calciati al Tribulaun
Il rifugio Cesare Calciati al Tribulaun (in tedesco Tribulaunhütte), sorge a 2.369 m, accanto al laghetto di Sandes (Sandessee) ai piedi dell'imponente parete del Tribulaun (3.096 m) nelle Alpi dello Stubai, nel versante destro della Val di Fleres, nel territorio comunale di Colle Isarco (BZ).
Di proprietà della Sezione C.A.I. di Vipiteno, costruito nel 1892 dalla Sezione D.u.Ö.A.V. di Magdeburgo, che già aveva aperto all'alpinismo la valle di Fleres con la costruzione, nel 1887 della Magdeburger Hütte (rifugio Cremona) 2.423 m., è aperto solo nel periodo estivo dal 1º luglio al 30 settembre ed è raggiungibile solo a piedi percorrendo il sentiero n. 8 che parte dalla località Sasso (Stein), oppure il sentiero n. 7 che parte dal paesino di S. Antonio.